# シェクスナ川
シェクスナ川（シェクスナがわ、ロシア語:Шексна, Sheksna）は、ロシア連邦ヴォログダ州の川で、ヴォルガ川の支流である。白湖（ベーロエ湖）に発し、ルイビンスク貯水池に注ぐ。
全長はもともと400kmほどであったが、ヴォルガ・バルト水路やルイビンスク貯水池が作られたため、現在の全長は139kmとなっている。10月～12月ごろから4月末～5月初めまで凍結する。
シェクスナ川の河口、シェクスナ湾にヴォログダ州最大の都市チェレポヴェツがある。